# Pyrrhia stupenda
Pyrrhia stupenda är en fjärilsart som beskrevs av Max Wilhelm Karl Draudt 1950. Pyrrhia stupenda ingår i släktet Pyrrhia och familjen nattflyn. Inga underarter finns listade.